# Falck Rettungsdienst
Die Falck Rettungsdienst GmbH ist ein Rettungsdienstunternehmen mit Sitz in Hamburg und zugleich die oberste Konsolidierungsebene für die deutschen Rettungsdienstaktivitäten des dänischen Falck-Konzerns.
Geschäftsführer ist Thilo Heinrich.

## Geschichte
1983 wurde von Holger Jarmuth das Rettungsdienstunternehmen Ambulanz Hamburg gegründet. Dieses wurde 1992 nach Fusionen mit weiteren Gesellschaften in G.A.R.D. – Gemeinnützige Ambulanz und Rettungsdienst GmbH umbenannt. Seit 1985 besaß die G.A.R.D. als einziges Privatunternehmen die Lizenz zur Notfallrettung in Hamburg. 2011 fusionierte die G.A.R.D. mit der promedica Rettungsdienst GmbH, das fusionierte Unternehmen wurde 2013 durch Falck übernommen.

## Standorte
Das Unternehmen ist deutschlandweit an über 65 Standorten in sechs Bundesländern im Einsatz:
- Hamburg
- Schleswig-Holstein
- Niedersachsen
- Nordrhein-Westfalen
- Sachsen
- Brandenburg

## Falck Akademie
Die Falck Akademie in Hamburg ist ein Ausbildungszentrum der Falck Rettungsdienst GmbH, das seit 2010 Rettungskräfte ausbildet. Die Akademie bietet eine Ausbildung für Rettungssanitäter und Notfallsanitäter an. Die Ausbildung zum Rettungssanitäter dauert in der Regel drei Monate und schließt mit einer staatlichen Prüfung ab. Die seit 2014 angebotene Ausbildung zum Notfallsanitäter dauert drei Jahre.
Neben der Ausbildung bietet die Falck Akademie Fort- und Weiterbildungen für Rettungskräfte an. Dazu gehören auch Schulungen zu speziellen Themen wie Traumaversorgung oder Herz-Lungen-Wiederbelebung (HLW) sowie Erste-Hilfe-Kurse.

## Mitgliedschaften
- Medizinisches Katastrophen-Hilfswerk Deutschland e. V.[7]
- Bundesverband eigenständiger Rettungsdienste und Katastrophenschutz
- Hilfswerk für Bevölkerungsschutz und Katastrophenhilfe privater Rettungsdienste Nordrhein-Westfalen e. V.[8]